# Oreotragus
Oreotragus là một chi động vật có vú trong họ Bovidae, bộ Artiodactyla. Chi này được A. Smith miêu tả năm 1834. Loài điển hình của chi này là Antilope oreotragus Zimmermann, 1783.

## Hình ảnh

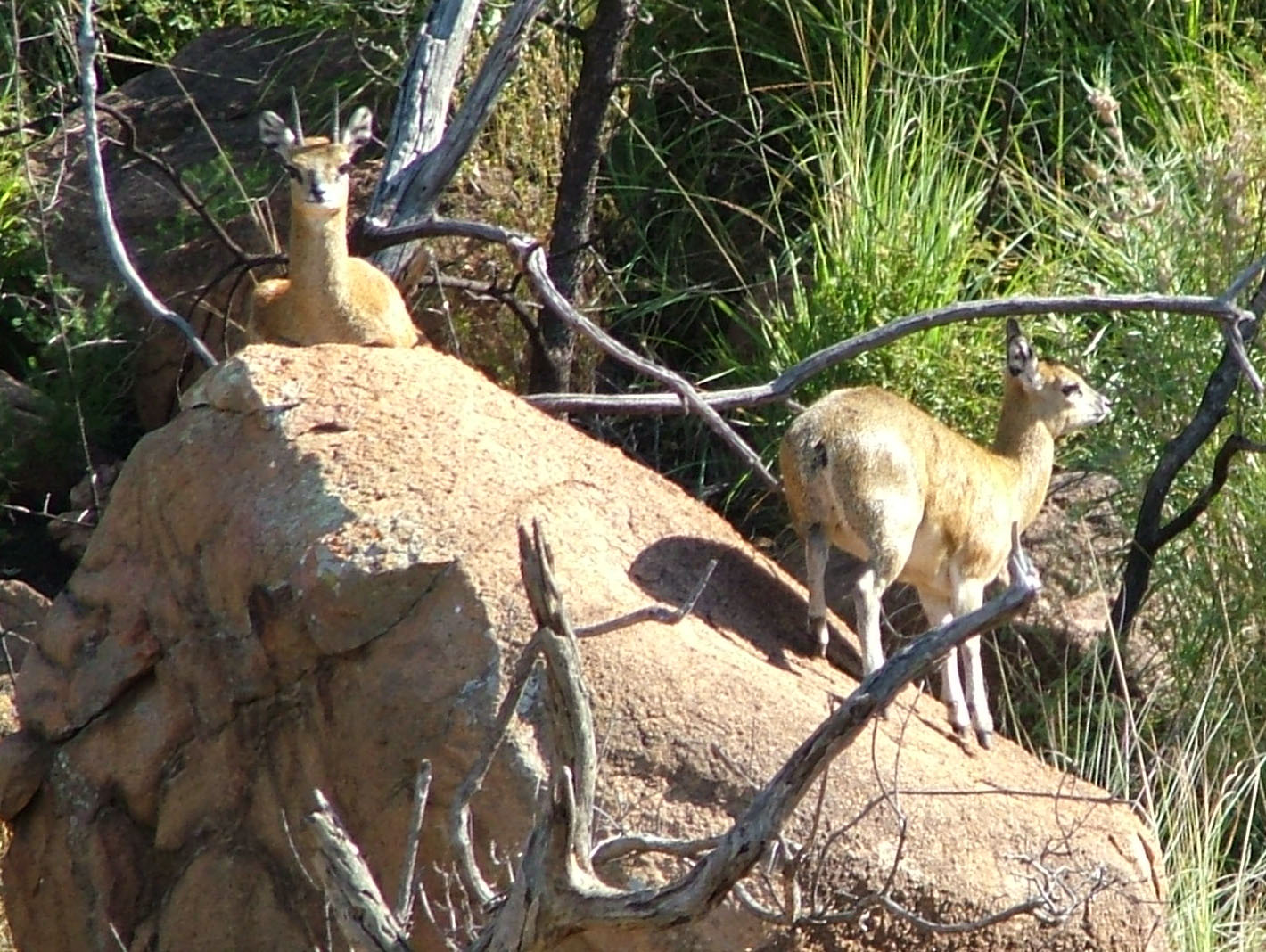
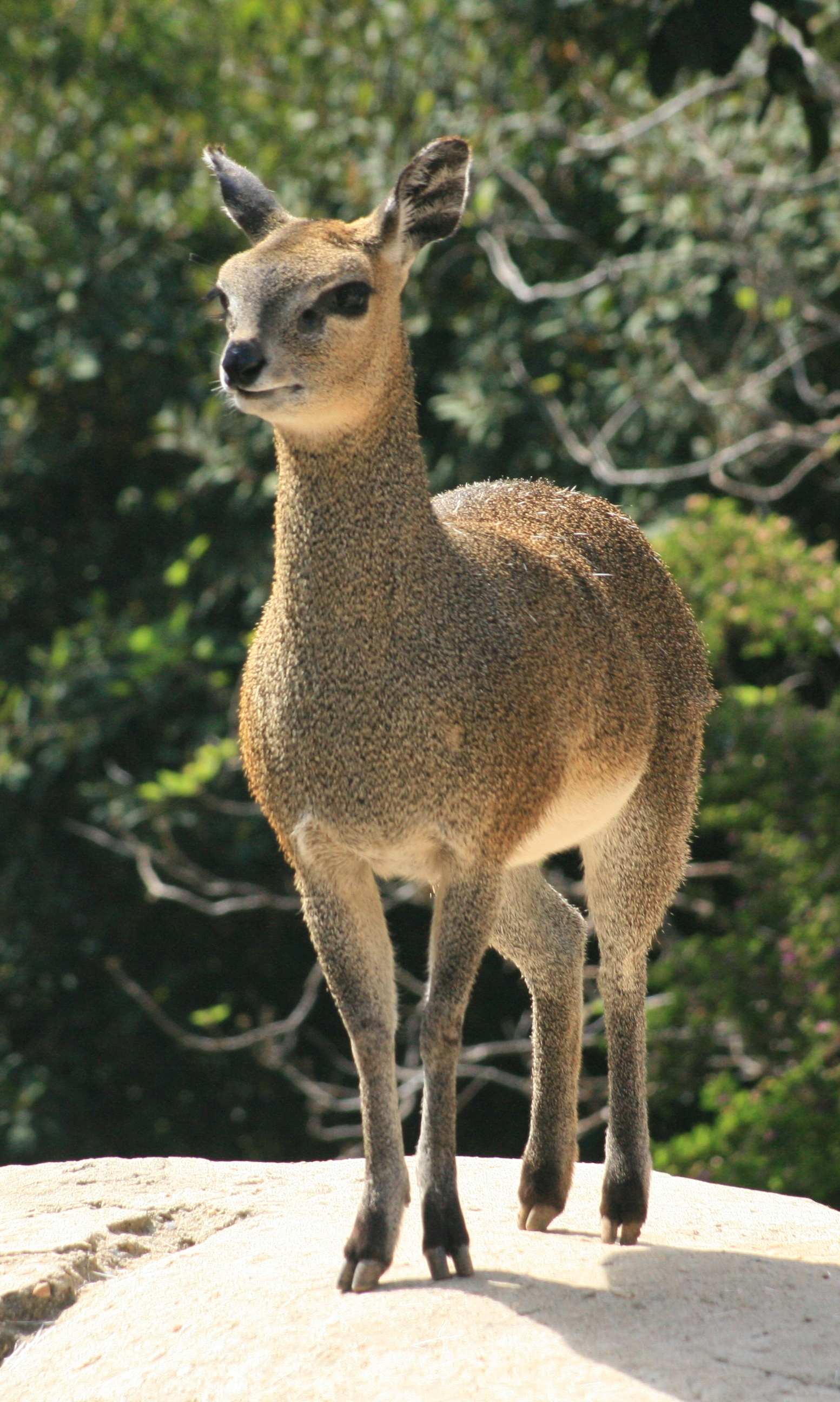
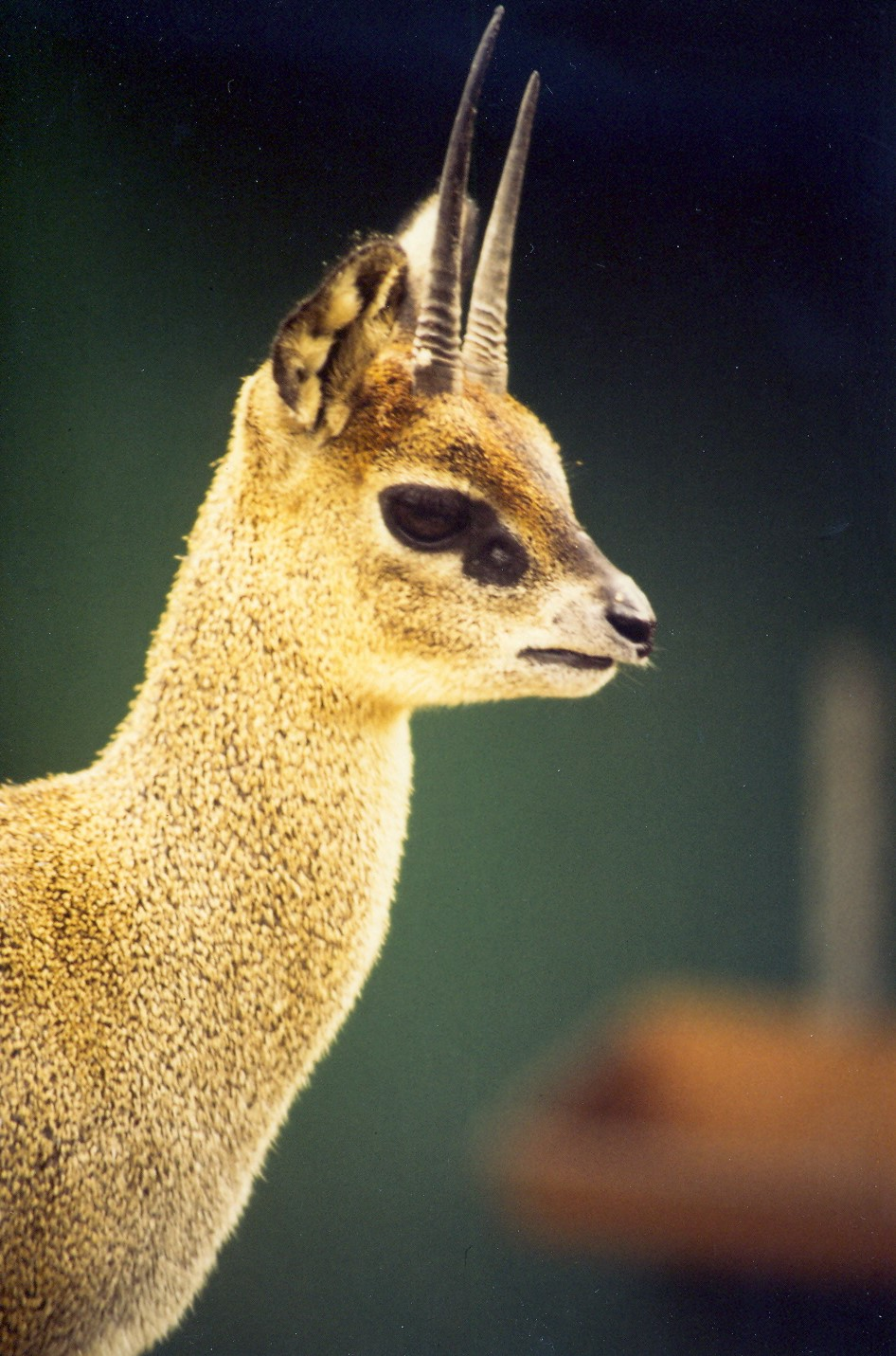
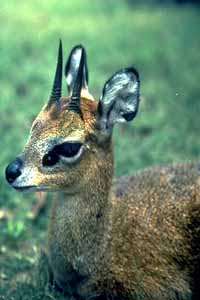

## Các loài
Chi này gồm các loài: